# Inslagmetamorfose
Inslagmetamorfose of schokmetamorfose is in de geologie metamorfose van gesteente als gevolg van verhitting en schokgolven tijdens meteorietinslagen. Hoewel wel beweerd is dat explosief vulkanisme ook verantwoordelijk zou kunnen zijn voor gesteenten die schokmetamorfose hebben ondergaan, wordt dit tegenwoordig niet meer plausibel geacht, ook omdat dit soort vulkanisme niet de benodigde druk zou veroorzaken.

## Kenmerken
Gesteente in en rondom inslagkraters kan een aantal opvallende kenmerken vertonen, die alleen bij inslagkraters voorkomen. Vaak zijn inslagkraters makkelijk te verwarren met vulkanische landvormen. Deze kenmerken worden daarom als bewijs gebruikt bij structuren waarvan men niet zeker is of het inslagkraters zijn.

### Stralenkegels

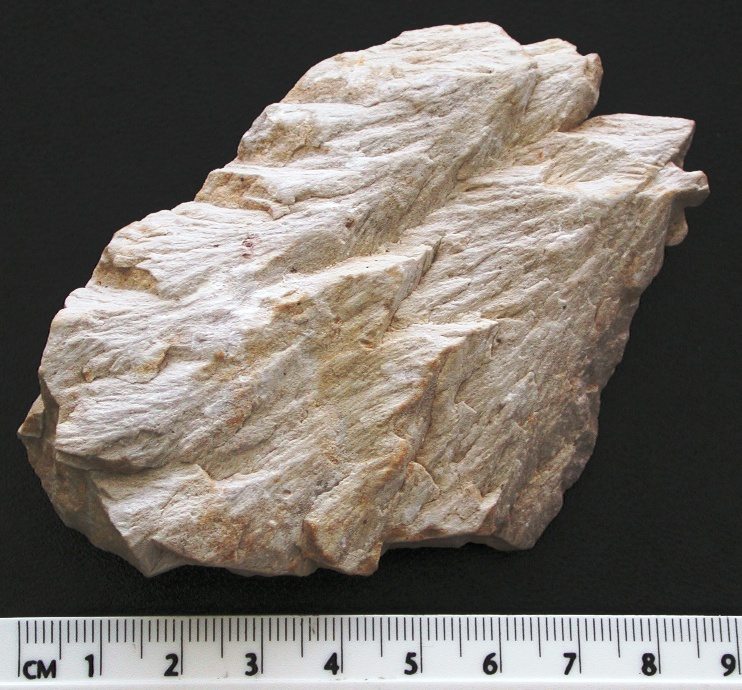
Stralenkegels in fijn kristallijne dolosteen uit de Wells Creek crater, V.S.

Stralenkegels (Engels: shatter cones) zijn kegelvormige structuren in gesteenten, die van enkele centimeters tot vele meters groot kunnen zijn. Vaak liggen dergelijke kegelvormen over elkaar heen en kunnen verschillende schalen voorkomen in hetzelfde gesteente. Stralenkegels zijn alleen gevonden in gesteente bij inslagkraters of ondergrondse kernproeven. Ze worden gezien als bewijs dat schokgolven tot 30 GPa door het gesteente zijn gegaan.

### Microstructuren
Door de kortstondige, extreme druk die de schokgolven van een inslag veroorzaken vormen op microscopische schaal een aantal structuren in gesteentes, die kenmerkend zijn voor inslagmetamorfose:
- Hoewel planaire splijtvlakken in kristallen relatief veel voorkomen in gedeformeerd gesteente, komen deze bij inslagmetamorfose door het hele gesteente voor, waarbij de splijtvlakken parallel en dicht op elkaar liggen. Een dergelijke structuur in een gesteente is karakteristiek voor schokgolven (die gedurende korte tijd de druk verhogen tot meer dan 5 GPa) diagnostisch voor inslagmetamorfose.[3]
- Een ander kenmerk van inslagmetamorfose zijn zogenaamde planar deformation features (PDF's). Dit zijn, door een microscoop gezien, dunne vlakken glasachtig materiaal die kristallen van silicaatmineralen doorlopen in parallelle sets. De sets zijn verschillend georiënteerd als het kristalrooster van het mineraal. Deze vlakken worden alleen gevormd bij extreme schokgolven, zoals bij meteorietinslagen. Vulkanisme kan ze niet veroorzaken.
- Het voorkomen van dicht op elkaar liggende Dauphiné-Braziltweelingen in kwarts, parallel aan het kristalvlak (0001), is alleen in de buurt van inslagkraters gevonden. Bij experimenten is gebleken dat voor deze structuren spanningen hoger dan 8 GPa nodig zijn en hoger vervormingssnelheden. Het is daarom aannemelijk dat Dauphiné-Braziltweelingen in kwarts ook alleen bij inslagen voorkomen.[3]

### Hoge-drukpolymorfen
De grote druk bij inslagen kan tot de vorming van hoge drukpolymorfen van verschillende mineralen leiden. Kwarts kan bijvoorbeeld zijn omgezet naar een van de twee hoge-drukpolymorfen van silica, namelijk coesiet en stishoviet. Coesiet kan ook tijdens subductiegerelateerde metamorfose gevormd worden in de eclogietfacies. Stishoviet is echter alleen gevonden in de omgeving van inslagkraters.
Twee hoge-drukpolymorfen van titaniumdioxide (rutiel), met een baddeleyiet- en een a-PbO2-structuur, zijn bij de Nördlinger Ries (een inslagkrater in Duitsland) gevonden.
Ook diamant, de hoge-drukpolymorf van koolstof (grafiet), is bij veel inslagkraters in omringend gesteente aanwezig.